# Brusque (Santa Catarina)
Brusque, amtlich portugiesisch Município de Brusque, ist eine schnell wachsende Mittelstadt im Bundesstaat Santa Catarina im Süden von Brasilien und liegt am Ufer des Flusses Itajaí-Mirim zwischen den Städten Blumenau im Nordwesten und Itajaí im Nordosten und gilt neben Joinville und Blumenau als eines der drei Zentren deutscher Kolonisation in Santa Catarina. Die Einwohnerzahl wurde zum 1. Juli 2021 auf 140.597 Bewohner geschätzt, die sich brusquenses (Brusquenser) nennen und auf einer Fläche von rund 284,7 km² leben. Die Entfernung zur Hauptstadt Florianópolis beträgt 99 km.

## Namensherkunft
Der Ort ist zu Ehren des Provinzpräsidenten Francisco Carlos de Araújo Brusque benannt, offiziell seit 1890.

## Geographie
Umliegende Gemeinden sind Botuverá, Camboriú, Canelinha, Gaspar, Guabiruba, Itajaí und Nova Trento.

### Vegetation
Das Biom ist Mata Atlântica.

### Klima
Die Gemeinde hat tropisches, gemäßigt und warmes Klima, Cfa nach der Klimaklassifikation nach Köppen und Geiger. Die Durchschnittstemperatur ist 19,6 °C. Die durchschnittliche Niederschlagsmenge liegt bei 1834 mm im Jahr.
|                   | Jan  | Feb  | Mär  | Apr  | Mai  | Jun  | Jul  | Aug  | Sep  | Okt  | Nov  | Dez  |   |      |
| Temperatur (°C)   | 23,6 | 23,7 | 22,8 | 20,8 | 17,6 | 15,9 | 15,1 | 16,1 | 17,4 | 19,3 | 20,6 | 22,5 | Ø | 19,6 |
| Niederschlag (mm) | 245  | 224  | 159  | 104  | 115  | 110  | 105  | 103  | 170  | 162  | 159  | 178  | Σ | 1834 |

## Geschichte und Stadtentwicklung
Die Stadt entstand im Jahre 1860 als Vila do Itajahy mit der Colônia Itajahy (Kolonie Itajahy) als Gründungskern infolge der in den Jahren 1845 bis 1859 stattfindenden zweiten Einwanderungswelle Deutscher in das Kaiserreich Brasilien nach der Provinz Santa Catarina. Kolonie- und damit Stadtgründer war der österreichische Baron Maximilian von Schneeburg. In Brusque ließen sich Auswanderer aus Schleswig-Holstein, Pommern und Baden nieder. Nach 1875 siedelten sich auch Italiener und Deutsche aus Oberschlesien an.
Zur Zeit der Stadtgründung im Jahre 1860 lebten in Brusque 54 deutsche Familien. Im Jahre 1887 wohnten im Ort bereits 11.000 Einwohner. Im Jahre 2000 war die Einwohnerzahl bereits auf 70.000 angestiegen.

## Kommunalverwaltung
Bei der Kommunalwahl 2016 wurde Jonas Oscar Paegle des Partido Socialista Brasileiro (PSB) für die Amtszeit von 2017 bis 2020 zum Stadtpräfekten (Bürgermeister) gewählt. Er wurde durch Ari Vequi des Movimento Democrático Brasileiro (MDB) bei der Kommunalwahl 2020 für die Amtszeit von 2021 bis 2024 abgelöst.

## Wirtschaft

Brusque (Mitte des 20. Jahrhunderts)

Brusque ist bekannt als „Die Wiege des Spinnens und des Webens von Santa Catarina“ und „Die Stadt der Textilien“. Denn Brusque ist das Hauptzentrum der Herstellung von Textilwaren in Südbrasilien, insbesondere von Konfektion.
In der Stadt gibt es drei Bierbrauereien: „Cervejaria do Lalo“, „Cervejaria Zehn Bier“ und „Cervejaria Zehn Bier II“.

## Sehenswürdigkeiten und Veranstaltungen
Sehenswürdigkeiten in Brusque sind die Azambuja-Kirche, die Domkirche „São Luis Gonzaga“ und das Azambuja-Museum (Museu de Azambuja). Weiterhin gibt es dort ein astronomisches Observatorium, das als eines der besten in Brasilien gilt.
Seit 1986 findet jedes Jahr das „Fenarreco“ im Oktober statt. Es gilt als typisch deutsches Fest; im Jahre 2012 zog es mehr als 115.000 Besucher an.

## Söhne und Töchter der Stadt
- Lindolfo Weingärtner (1923–2018), lutherischer Pfarrer, Professor für praktische Theologie, Schriftsteller und Dichter
- Wolfgang Richter (1926–2015), deutscher Alttestamentler
- Edino Krieger (1928–2022), Geiger, Komponist und Dirigent
- Murilo Sebastião Ramos Krieger (* 1943), römisch-katholischer Geistlicher, Erzbischof von São Salvador da Bahia und Primas von Brasilien
- César Moritz (* 1948), Politiker
- Luciano Hang, Unternehmer und Milliardär
- Murilo Fischer (* 1979), Radrennfahrer
- Evaeverson Lemos da Silva, genannt Brandão (* 1980), Fußballspieler